# Lista de prefeitos eleitos no Amapá em 2020
Na formação desta lista foram consultados arquivos on line do Tribunal Regional Eleitoral e Tribunal Superior Eleitoral, sendo que na época do pleito o Amapá possuía 16 municípios.
A referida disputa aconteceu dois anos após as eleições estaduais no Amapá em 2018 e originalmente seria realizada no dia 4 de outubro, porém, em decorrência da pandemia de COVID-19, foram adiadas para o dia 15 de novembro. (1º turno), ocasião em que Waldez Góes era governador do estado.
A capital do estado, Macapá, foi o único município que teve disputa em 2 turnos, porém a crise elétrica que atingiu o Amapá na primeira semana de novembro causou a mudança no dia das eleições, que passaram para 6 e 20 de dezembro. No primeiro turno, vitória de Josiel Alcolumbre (irmão do então presidente do Senado Federal, Davi Alcolumbre), enquanto que no segundo turno, o vitorioso foi Dr. Furlan (Cidadania), que teve 55,67% dos votos, contra 44,33% do candidato do DEM.

## Prefeitos eleitos peloDEM
O partido triunfou em 5 municípios, o equivalente a 31,25% do total.
| Bandeira                | Município               | Prefeito eleito                         | Partido | Nascido em      | UF    |
| ----------------------- | ----------------------- | --------------------------------------- | ------- | --------------- | ----- |
|                         | Amapá                   | Carlos Sampaio Duarte                   | DEM     | Mazagão         | Amapá |
| Laranjal do Jari        | Laranjal do Jari        | Márcio Clay da Costa Serrão             | DEM     | Macapá          | Amapá |
| Pedra Branca do Amapari | Pedra Branca do Amapari | Elizabeth Pelaes dos Santos Beth Pelaes | DEM     | Macapá          | Amapá |
|                         | Tartarugalzinho         | Bruno Manoel Rezende Bruno Mineiro      | DEM     | Tartarugalzinho | Amapá |
| Vitória do Jari         | Vitória do Jari         | Ary Duarte da Costa                     | DEM     | Gurupá          | Pará  |

## Prefeitos eleitos peloPP
O partido triunfou em 2 municípios, o equivalente a 12,50% do total.
| Bandeira | Município      | Prefeito eleito                          | Partido | Nascido em | UF    |
| -------- | -------------- | ---------------------------------------- | ------- | ---------- | ----- |
|          | Ferreira Gomes | João Álvaro Rocha Rodrigues Divino Rocha | PP      | Macapá     | Amapá |
| Santana  | Santana        | Sebastião Bala Rocha                     | PP      | Gurupá     | Pará  |

## Prefeitos eleitos peloPDT
O partido triunfou em 2 municípios, o equivalente a 12,50% do total.
| Bandeira | Município    | Prefeito eleito              | Partido | Nascido em | UF    |
| -------- | ------------ | ---------------------------- | ------- | ---------- | ----- |
|          | Calçoene     | Reinaldo Santos Barros       | PDT     | Andaraí    | Bahia |
|          | Porto Grande | José Maria Bessa de Oliveira | PDT     | Bujaru     | Pará  |

## Prefeitos eleitos peloAvante
O partido triunfou em 1 município, o equivalente a 6,25% do total.
| Bandeira       | Município      | Prefeito eleito            | Partido | Nascido em | UF    |
| -------------- | -------------- | -------------------------- | ------- | ---------- | ----- |
| Serra do Navio | Serra do Navio | Elson Belo Lobato Elson 70 | PTdoB   | Santana    | Amapá |

## Prefeitos eleitos peloPRTB
O partido triunfou em 1 município, o equivalente a 6,25% do total.
| Bandeira | Município | Prefeito eleito                                | Partido | Nascido em | UF    |
| -------- | --------- | ---------------------------------------------- | ------- | ---------- | ----- |
|          | Oiapoque  | Breno Lima de Almeida Breno do Miguel do Posto | PRTB    | Oiapoque   | Amapá |

## Prefeitos eleitos peloRepublicanos
O partido triunfou em 1 município, o equivalente a 6,25% do total.
| Bandeira | Município | Prefeito eleito                         | Partido      | Nascido em | UF    |
| -------- | --------- | --------------------------------------- | ------------ | ---------- | ----- |
|          | Pracuúba  | Antônio Carlos Leite de Mendonça Júnior | Republicanos | Amapá      | Amapá |

## Prefeitos eleitos peloCidadania
O partido triunfou em 1 município, o equivalente a 6,25% do total.
| Bandeira | Município | Prefeito eleito              | Partido   | Nascido em | UF   |
| -------- | --------- | ---------------------------- | --------- | ---------- | ---- |
| Macapá   | Macapá    | Antônio Furlan Doutor Furlan | Cidadania | San José   | Pará |

## Prefeitos eleitos peloPL
O partido triunfou em 1 município, o equivalente a 6,25% do total.
| Bandeira | Município | Prefeito eleito            | Partido | Nascido em | UF    |
| -------- | --------- | -------------------------- | ------- | ---------- | ----- |
|          | Itaubal   | José Serafim Picanço Filho | PL      | Macapá     | Amapá |

## Prefeitos eleitos peloPROS
O partido triunfou em 1 município, o equivalente a 6,25% do total.
| Bandeira | Município | Prefeito eleito                                    | Partido | Nascido em | UF    |
| -------- | --------- | -------------------------------------------------- | ------- | ---------- | ----- |
| Macapá   | Cutias    | Raimundo Barbosa Amanajás Filho Professor Amanajás | PROS    | Macapá     | Amapá |

## Prefeitos eleitos peloPSL
O partido triunfou em 1 município, o equivalente a 6,25% do total.
| Bandeira | Município | Prefeito eleito                     | Partido | Nascido em | UF    |
| -------- | --------- | ----------------------------------- | ------- | ---------- | ----- |
| Mazagão  | Mazagão   | João da Silva Costa Professor Dudão | PSL     | Mazagão    | Amapá |